# Consulat général d'Algérie à Lille
Le consulat général d'Algérie à Lille est une représentation consulaire de la République algérienne démocratique et populaire en France. Il est situé rue Solférino, à Lille, dans les Hauts-de-France.